# Ремелиик, Харуо
Харуо Игнасио Ремелиик (англ. Haruo Ignacio Remeliik, 1 июня 1933, Пелелиу — 30 июня 1985, Корор) — палауанский политик, первый президент Палау с 2 марта 1981 до его убийства 30 июня 1985 года. Смешанного палауанско-японского происхождения. Похоронен в родном штате Пелелиу.
30 июня 1985 года Ремелиик был застрелен у парадной своего дома неизвестным боевиком. Спустя шесть месяцев после убийства в связи с убийством были арестованы двое родственников Романа Тметухля, однако позднее они были выпущены. Бывший кандидат в президенты и осужденный преступник Джон О. Нгиракед взял на себя ответственность за заговор с целью убийства Ремелиика.